# Bitwa morska pod Schooneveld
Bitwa morska pod Schooneveld (nazywana bitwą podwójną; niekiedy spotkać można nazwę bitwa pod Schouneveld lub Schoneveld) – starcie zbrojne, które miało miejsce 7 i 14 czerwca 1673 podczas III wojny angielsko-holenderskiej będącej częścią ogólnoeuropejskich zmagań w ramach wojny Francji z koalicją.
Bitwa pod Schooneveld to właściwie dwie bitwy rozegrane w odstępie jednego tygodnia i mające swój początek w tym samym miejscu. Stoczone zostały przez angielsko-francuską flotę dowodzoną przez księcia Ruperta oraz flotę holenderską dowodzoną przez de Ruytera. Holenderskie zwycięstwo w dwóch bitwach pod Schooneveld razem z sierpniowym zwycięstwem w bitwie pod Texel uratowały Holandię przed francusko-angielską inwazją.

## Tło bitwy
Wojna Francji z koalicją 1672–1678 była pochodną nieudanej próby zdobycia przez Ludwika XIV hiszpańskich Niderlandów. W 1672 armie francuskie w przymierzu z biskupstwem Münster i Kolonią dokonały lądowej inwazji na Holandię. W tym samym czasie angielska i francuska flota próbowały dokonać inwazji od strony morza. Działania angielskie wymierzone przeciwko Holandii w ramach rozpoczętej wojny znane są pod nazwą III wojny angielsko-holenderskiej.
Lata 1672–1673 były szczególnie ciężkie dla Holandii, gdy Francuzi zostali zatrzymani przez tzw. Holenderską Linię Wodną (linia umocnień obronnych oparta na szczególnych warunkach terenowych w Holandii, takich jak depresje, kanały, liczne śluzy, służąca do planowego zalewania określonych terytoriów; w 1629 zaczął ją budować Fryderyk Henryk Orański, książę Nassau), w wyniku czego znaczna część Holandii została zalana, zmuszając agresorów do wycofania się. Od tego momentu decydującego znaczenia nabrały działania na morzu. Niespodziewany atak de Ruytera latem 1672, mający swój epizod w postaci bitwy pod Solebay, powstrzymał flotę sprzymierzonych od zablokowania Holendrów w ich portach. Takie zablokowanie groziłoby likwidacją holenderskiego handlu morskiego, który był głównym źródłem dochodów Holandii. Osłabiona materialnie Holandia nie mogłaby już długo stawiać oporu.
Gdy Francuzi dokonywali inwazji na Holandię, w Holandii władzę przejęła partia oranżystów, fałszywie oskarżając poprzednich czołowych polityków Johana de Witta i jego osobistego przyjaciela admirała de Ruytera o próbę zdrady ojczyzny na rzecz Francji. W rzeczywistości oranżyści sami byli finansowani przez Anglików. Zarówno Anglia, jak i Francja, miały nadzieję przetworzyć Holandię w państewko marionetkowe, używając ogromnych holenderskich kapitałów handlowych do zdobycia dominacji w handlu światowym. Jednak każde z tych mocarstw oczekiwało na ten moment z obawami, że nie będzie głównym beneficjentem korzyści ze zmienionej sytuacji. Dlatego podczas bitew wzajemne podejrzenia między Francuzami i Anglikami były tak duże, że np. Anglicy pilnowali się, by de Ruyter nagle nie połączył się z Francuzami. Z kolei Francuzi podejrzewali, że oranżysta admirał Cornelis Tromp, przywrócony do służby we flocie holenderskiej na początku 1673, mógłby połączyć się z Anglikami. Istotnie, de Ruyter sam nie za bardzo ufał Trompowi, lecz jego obawy okazały się zupełnie bezpodstawne. Tromp angażował się w bitwach, będąc pożytecznym jak mało kto.

## Wstęp
Michiel de Ruyter zamierzał zablokować główną flotę angielską na Tamizie, zatapiając okręty w najwęższej części, a następnie zająć się pozostałymi eskadrami angielskimi. Jednak angielska flota wyszła w morze, zapobiegając planowanej operacji blokowania, a de Ruyter wycofał się 15 maja do Schooneveld, na przybrzeżne wody przy ujściu rzeki Skaldy, w pobliżu wyspy Walcheren, w celu uniemożliwienia sprzymierzonym zdobycia przewagi na morzu, w wyniku której mogliby wysadzić na wybrzeżach Holandii przygotowany już desant złożony z 6 000 żołnierzy czekających w Yarmouth. Basen Schooneveld, położony pomiędzy dwiema mieliznami, był tak wąski że sprzymierzeni nie mogli wykorzystać swej przewagi liczebnej. Tam dołączył do de Ruytera Tromp na czele eskadr dwóch admiralicji. Dnia 26 maja koło Beachy Head nastąpiło połączenie floty angielskiej i francuskiej. Sprzymierzeni liczyli w tym momencie 81 okrętów liniowych, 11 fregat i 36 branderów. Podzieleni zostali na trzy eskadry dowodzone przez ks. Ruperta, Jeana d’Estréesa i Edwarda Spragge'a.
Mieli zatem znaczną przewagę nad Holendrami (52 liniowce, 11 fregat, 25 branderów). Do momentu bitwy stany liczebne obu flot niewiele się zmieniły, zachowując fatalny dla Holendrów stosunek sił.

## Pierwsza bitwa

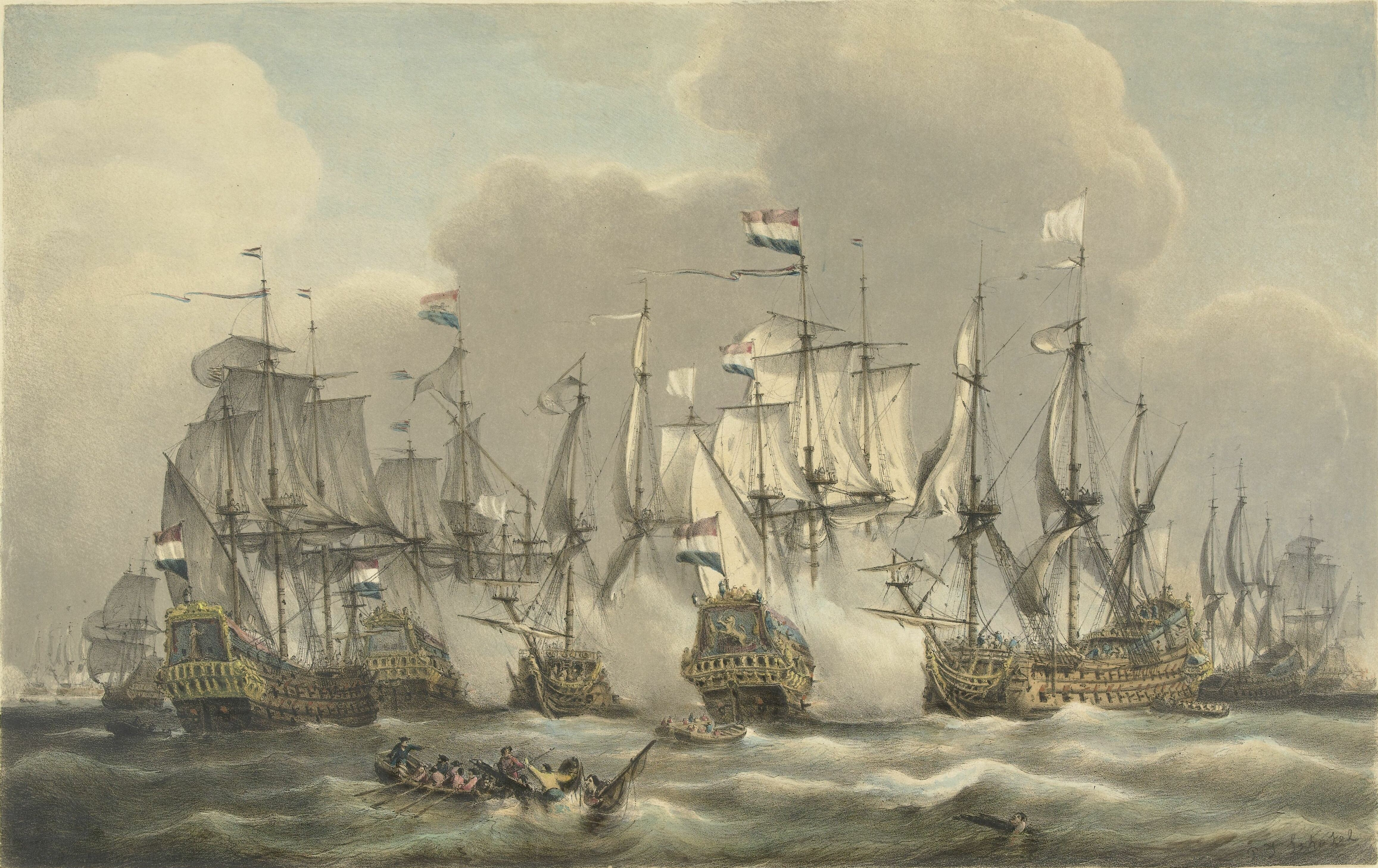
Obraz bitwy morskiej pod Schooneveld

Dnia 2 czerwca 1673 sprzymierzeni, dochodząc do wniosku, że czekali już dość długo, zbliżyli się do holenderskiej floty. Książę Rupert dysponował znaczącą przewagą liczebną w okrętach (86 przeciwko 64), ludziach (24 295 do 14 762) i działach (4 826 do 3 157) – sami holenderscy admirałowie nazwali swą flotę Małą Nadzieją. Holenderska flota była mniejsza niż zwykle ponieważ admiralicja Fryzji nie była w stanie wystawić swojej części. Fryzja oraz okolice Groningen były w tym czasie atakowane przez biskupa Münsteru. Jednak nagły sztorm nie dopuścił tym razem do bitwy. Dnia 7 czerwca gdy wiatr wiał z północnego zachodu, książę Rupert spróbował ponownie i umieścił swoją własną eskadrę w awangardzie, francuską eskadrę pod wodzą Jeana d’Estréesa w centrum, a eskadrę Edwarda Spragge'a w ariergardzie. Holenderską awangardą dowodził Tromp, centrum Admirał Porucznik (tłum. z ang. Lieutenant-Admiral) Aert Janssen van Nes pod nadzorem dowódcy całej floty De Ruytera, natomiast ariergardę wiódł Admirał-Porucznik Adriaen Banckert.
Rupert, przekonany, że słabsza flota holenderska, pod naciskiem silniejszej floty sprzymierzonych, wycofa się do Hellevoetsluis, o godzinie 9:00 wyznaczył specjalną eskadrę by odciąć Holendrom możliwość odwrotu. Do tego zadania skierował wszystkie lżejsze okręty, którym łatwiej będzie manewrować pośród mielizn. Jednak de Ruyter nie zmienił pozycji swojej floty. Gdy w końcu eskadra wróciła do głównych sił floty sprzymierzonych, łącząc się z eskadrą Ruperta, Holendrzy ruszyli się, ku zaskoczeniu zmierzając w kierunku floty sprzymierzonych. To zmusiło Ruperta do natychmiastowego ataku, by zapobiec uzyskaniu przez flotę holenderską pozycji, w której kierunek wiatru byłby dla niej korzystny i zanim nie sformuje właściwego szyku bitewnego (ang. Keel Line).
Bitwa zaczęła się w południe i trwała 9 godzin. Korzystając ze swojej wiedzy o rozkładzie płycizn w rejonie bitwy, de Ruyter manewrował tak blisko mielizn, że sprzymierzeni mieli kłopoty z nawiązaniem walki bez wpadnięcia na mieliznę.
Rupert najpierw wszedł w kontakt bojowy z eskadrą Trompa. Miał przy sobie ok. połowy całej floty sprzymierzonych. Płynąc wolno w kierunku północno-wschodnim po pewnym czasie dotarł do brzegu basenu. To dało mu okazję do okrążenia Trompa od północy za pomocą masy fregat, jednocześnie wykorzystując swoją nawietrzną pozycję do ataku od strony zachodniej za pomocą ciężkich angielskich liniowców. Jednak eskadra fregat była w tym czasie kompletnie pomieszana i nie była w stanie zrealizować tak skomplikowanego manewru. Także Rupert nie mógł się zdecydować na bezpośredni atak. Był za to później ostro atakowany i bronił się tym, że teren bitwy roił się od licznych płycizn, co mogło spowodować znaczne straty, może nawet katastrofę floty. Nie była to całkowita prawda i Rupert wiedział o tym. Jakiekolwiek były jego motywy, wykonał zwrot w kierunku południowo-zachodnim, a obie floty ograniczyły się do wymiany ognia działowego na dalekim zasięgu. Słabość liczebna Holendrów kompensowana była przez fakt, że ich strona zawietrzna dawała ich artylerii pokładowej większy zasięg a także z powodu niewłaściwej linii bojowej eskadry nieprzyjaciela.
De Ruyter początkowo posuwał się tuż za Trompem; lecz będąc świadomym faktu, że francuska flotylla pod wodzą de Granceya połączyła się z eskadrą Spragge'a przeciwko Banckertowi, tworząc lukę we francuskiej linii, nagle zaczął lawirować w kierunku południowo-zachodnim, oddzielając Trompa od reszty holenderskiej floty.
Flota francuska została kompletnie zaskoczona. Główne siły Francuzów pod d’Estréesem, zarówno wystraszone jak i zachwycone błyskotliwym manewrem, rozpoczęły powolny odwrót w kierunku północno-zachodnim utrzymując kurs zgodny z kierunkiem wiatru. W takim układzie holenderskie centrum przesunęło się w kierunku przeciwnym, poza pozycje ariergardy nieprzyjaciela. Spragge pojął, że jeśli de Ruyter osiągnie południowy brzeg basenu jego eskadra znajdzie się w pułapce między holenderskim centrum a holenderską ariergardą. Natychmiast złamał swoje szyki by ruszyć na południowy zachód, w ostatniej chwili wymykając się na zachód ze swoją flotyllą, lecz zostawiając przy tym flotylle Ossoreya i Kempthorna z tyłu razem z francuską flotyllą de Granceya. Banckert połączył teraz swoją eskadrę z holenderskim centrum przez wykonanie podobnego, lecz większego zwrotu, żeglując z tyłu de Ruytera. Naczelny wódz floty holenderskiej uzyskał w tym momencie znakomitą pozycję: flota nieprzyjaciela była podzielona na cztery nieskoordynowane części, zatem mógł teraz zaatakować zmieszaną ariergardę nieprzyjacielską mając przy tym przewagę liczebną i pomyślny wiatr.
W tym czasie de Ruyter nie miał pojęcia o sytuacji Trompa, zdecydował się jednak nie podejmować zbytniego ryzyka i połączyć eskadrę Trompa z resztą holenderskiej floty. Zmienił kurs na północno-wschodni, Banckert na przedzie, w kierunku obu awangard poruszających się w przeciwnych kierunkach. Gdy załogi holenderskiej awangardy zaczęły się niepokoić z powodu ogromnej przewagi sił nieprzyjacielskich, Tromp uzyskał sygnał od nadpływającego centrum pod wodzą de Ruytera. Awangarda pod Trompem wyszła z tarapatów, ale jednocześnie zagrożona ariergarda sprzymierzonych wymknęła się i pożeglowała na zachód.
Gdy główne siły holenderskie dotarły do eskadry Trompa, ponownie zwróciły się na południowy zachód formując perfekcyjnie ciągłą linię bojową, włączającą jego eskadrę. Ariergarda sprzymierzonych próbowała skoordynować swoje poczynania z centrum i awangardą, jednak bez powodzenia. Spragge, który uprzednio pożeglował daleko na północ by zetrzeć się z Trompem, swym osobistym wrogiem, teraz wstawił swoją flotyllę między d’Estréesa i Ruperta. Połączona flota holenderska przebijała się raz za razem przez luki w linii floty sprzymierzonych i Rupert, obawiając się, że jego flota ulegnie całkowitemu zmieszaniu, cieszył się z zapadającego mroku kończącego bitwę. Wraz ze świtem następnego dnia flota sprzymierzonych rozpoczęła odwrót. Holendrzy nie ścigali pobitego nieprzyjaciela.
Dwa francuskie okręty zostały stracone, jeden holenderski został zdobyty przez sprzymierzonych, po czym ponownie odzyskany przez Holendrów. Następnego dnia po bitwie angielski okręt Devente (70 dział) osiadł na mieliźnie i zatonął. Zginęli holenderscy wodzowie: wiceadmirał Volckhard Schram (awangarda) i kontradmirał (tłum. z ang. Rear-Admiral) David Vlugh (ariergarda).

## Druga bitwa
Sprzymierzeni odpłynęli od holenderskiego wybrzeża na tydzień, oskarżając się nawzajem o przyczynienie się do porażki. Także sami angielscy wodzowie obwiniali się nawzajem. Sprzymierzeni nie zamierzali wkraczać do Schooneveld po raz drugi.
Obawiali się walki na małej przestrzeni pełnej mielizn i płycizn. Mieli nadzieję, że uda im się skłonić holenderską flotę do wyjścia w morze. Gdy to się nie udawało, sprzymierzonych zaczęło ogarniać przygnębienie, gdy nagle ku powszechnemu zaskoczeniu Holendrzy naprawdę wyszli w morze. Dnia 14 czerwca 1674 de Ruyter, wzmocniony przez 4 okręty, świeże załogi oraz nowy ekwipunek, wykorzystał korzystny wiatr północno-zachodni do ataku na linię sprzymierzonych.
Do bitwy tej sprzymierzeni przystępowali całkowicie nieuporządkowani – częściowo przez dwutygodniowy pobyt na morzu, w ciągu którego stoczyli bitwę – lecz głównie z powodu dziwnego zbiegu okoliczności: tak się zdarzyło, że Spragge, teraz dowodzący awangardą, odwiedzał Ruperta na chwilę przed holenderskim atakiem. Na widok atakujących Holendrów Spragge natychmiast opuścił okręt dowódcy i udał się do swojej eskadry, jednak Rupert nagle wystraszył się, że Spragge nie zdąży dotrzeć do swoich sił na czas, i zdecydował się uformować linię bojową awangardy razem ze swoją eskadrą ariergardy. Próbował przejąć część francuskiej floty i wstawić ją do centrum. Jednak Francuzi (tym razem umieszczeni zostali w ariergardzie) zrobili wszystko, aby ich formacja pozostała niepodzielona. Kłopoty z uszykowaniem floty pogłębiały panujący chaos. W takich warunkach jakikolwiek skoordynowany atak floty sprzymierzonych był niemożliwy. Dowodzeni przez de Ruytera Holendrzy zdumieni byli panującym w nieprzyjacielskiej flocie bałaganie. Wykorzystując to zamieszanie rozpoczęli zmasowaną kanonadę z dalekiego dystansu niszcząc omasztowanie i takielunek okrętów sprzymierzonych, szczególnie ciężkie straty zadając eskadrze Ruperta. Francuzi, zaatakowani przez Banckerta, natychmiast wycofali się z bitwy. Do najbardziej zażartej walki doszło między eskadrą Trompa i jego wściekłego wroga Spragge'a. Bój ten trwał aż do zapadnięcia zmroku.
Wzburzone morze uniemożliwiało sprzymierzonym, pomimo ich zawietrznej pozycji, otworzenie ich dolnych luków działowych, a silne wiatry znosiły wszystkie trzy floty niebezpiecznie blisko brytyjskiego wybrzeża. Rupert desperacko spróbował zbliżyć się do Holendrów, by uratować swą flotę od rozbicia się o angielskie wybrzeże. Jednak w tym samym czasie Holendrzy, będąc 4 mile o angielskiego brzegu wycofali się, także nie chcąc ryzykować katastrofy. Rankiem 15 czerwca ciężko uszkodzona flota sprzymierzona wpłynęła do Tamizy, natomiast de Ruyter wraz z flotą holenderską bezpiecznie powrócił do Schooneveld.
Sprzymierzeni nie stracili żadnego okrętu, jednak wszystkie ich jednostki były mniej lub bardziej poważnie uszkodzone i wymagały licznych napraw. Do tego brakowało im już amunicji i zapasowych części ożaglowania.

## Po bitwach
Dzięki genialnym manewrom, de Ruyter stoczył dwie bitwy z silniejszymi od swojej flotami, zadając swoim nieprzyjaciołom tak poważne straty, że byli zmuszeni zlikwidować blokadę holenderskich wybrzeży i wycofać się.
Kolejna próba sprzymierzonych skończyła się porażką w bitwie pod Texel, po której Anglia musiała wycofać się z kosztownej i bezproduktywnej wojny.